# Valichi di frontiera dell'Italia
Questa lista raccoglie tutti i valichi di frontiera dell'Italia riconosciuti ufficialmente (difatti sono assenti quelli relativi alla Strada di Osimo e Campione d'Italia), anche quelli agricoli, e quelli unicamente ferroviari.
I valichi ferroviari sono indicati nella tabella con lo sfondo in arancione pallido.

## Valichi di confine Italia - Francia

### Liguria

#### Imperia–Provenza-Alpi-Costa Azzurra
| Nome del valico       | Comune italiano                 | Comune francese   | M s.l.m. | Infrastruttura                  | Coordinate                 |
| --------------------- | ------------------------------- | ----------------- | -------- | ------------------------------- | -------------------------- |
| Ponte San Ludovico    | Ventimiglia (Mortola inferiore) | Mentone (Garavan) | 13       | - RD 6327                       | 43°47′18.05″N 7°31′48.56″E |
|                       | Ventimiglia                     | Mentone           | 30       | Ferrovia Marsiglia-Ventimiglia  | 43°47′07.16″N 7°31′46.86″E |
| Ponte San Luigi       | Ventimiglia (Mortola superiore) | Mentone           | 60       | - RD 6007                       | 43°47′10.05″N 7°31′47.56″E |
| Galleria Cima Giralda | Ventimiglia                     | Mentone           | 180      | -                               | 43°47′20.36″N 7°31′46.52″E |
| Olivetta San Michele  | Olivetta San Michele            | Castellaro        | 390      | - RD 93                         | 43°53′03.05″N 7°30′43.56″E |
|                       | Olivetta San Michele            | Breglio (Piena)   | 208      | Ferrovia Cuneo - Ventimiglia    | 43°53′25.74″N 7°31′50.69″E |
| Fanghetto             | Olivetta San Michele            | Breglio (Piena)   | 208      | - RD 6204                       | 43°53′25.74″N 7°31′50.69″E |
| Bassa di Sanson       | Triora (Realdo)                 | La Brigue         | 1707     | Strada comunale - Rte de Amitie | 44°02′01.6″N 7°40′45.5″E   |

### Piemonte

#### Cuneo–Provenza-Alpi-Costa Azzurra
| Nome del valico                        | Comune italiano             | Comune francese                   | M s.l.m. | Infrastruttura                                           | Coordinate                 |
| -------------------------------------- | --------------------------- | --------------------------------- | -------- | -------------------------------------------------------- | -------------------------- |
| Passo Tanarello                        | Briga Alta                  | Briga Marittima                   | 2042     | Strada sterrata ex-militare                              | 44°04′45″N 7°42′54″E       |
| Colle dei Signori                      | Briga Alta                  | Valle Roja                        | 2111     | Strada sterrata ex-militare "Via del Sale Monesi-Limone" | 44°09′30″N 7°40′18″E       |
| Col della Boaria                       | Limone Piemonte             | Valle Roja                        | 2102     | Strada sterrata ex-militare "Via del Sale Monesi-Limone" | 44°09′50″N 7°37′42.21″E    |
| Traforo ferroviario del Colle di Tenda | Limone Piemonte             | Tenda (Vievola)                   | 1040     | Ferrovia Cuneo-Limone-Ventimiglia                        | 44°05′59.26″N 7°35′17.21″E |
| Colle di Tenda                         | Limone Piemonte (Limonetto) | Tenda (Vievola)                   | 1870     | Strada comunale del Colle di Tenda                       | 44°08′58.76″N 7°33′42.51″E |
| Traforo stradale del Colle di Tenda    | Limone Piemonte (Limonetto) | Tenda (Vievola)                   | 1321     | - RD 6204                                                | 44°09′12″N 7°34′16″E       |
| Colle della Lombarda                   | Vinadio (Sant'Anna)         | Isola (Isola 2000)                | 2350     | - RD 97                                                  | 44°12′09.02″N 7°09′00.48″E |
| Colle della Maddalena                  | Argentera                   | Larche                            | 1996     | - RD 900                                                 | 44°25′19″N 6°53′55″E       |
| Colle del Maurin                       | Acceglio                    | Saint-Paul-sur-Ubaye              | 2641     | sentiero                                                 | 44°33′08″N 6°53′11″E       |
| Colle del Longet                       | Pontechianale (Chianale)    | Saint-Paul-sur-Ubaye              | 2748     | sentiero                                                 | 44°38′35″N 6°57′13″E       |
| Colle dell'Agnello                     | Pontechianale (Chianale)    | Molines-en-Queyras (Fontgillarde) | 2744     | - RD 205T                                                | 44.683995°N 6.979529°E     |
| Passo di Vallanta                      | Pontechianale               | Ristolas                          | 2815     | sentiero                                                 | 44°40′47″N 7°04′12″E       |
| Colle delle Traversette                | Crissolo                    | Ristolas                          | 2950     | sentiero e Buco di Viso                                  | 44°42′43″N 7°03′59″E       |

#### Torino–Provenza-Alpi-Costa Azzurra
| Nome del valico      | Comune italiano        | Comune francese | M s.l.m. | Infrastruttura | Coordinate             |
| -------------------- | ---------------------- | --------------- | -------- | -------------- | ---------------------- |
| Colle della Croce    | Bobbio Pellice         | Ristolas        | 2298     | sentiero       | 44°46′20″N 7°01′16″E   |
| Colle dell'Urina     | Bobbio Pellice         | Abriès          | 2525     | sentiero       | 44.794054°N 7.004279°E |
| Colle del Monginevro | Claviere               | Monginevro      | 1854     | - RN 94        | 44°55′52″N 6°43′24″E   |
| Colle della Scala    | Bardonecchia (Melezet) | Névache         | 1778     | - RD 1         | 45°02′57″N 6°39′38″E   |

#### Torino–Alvernia-Rodano-Alpi
| Nome del valico                | Comune italiano      | Comune francese                     | M s.l.m. | Infrastruttura               | Coordinate                 |
| ------------------------------ | -------------------- | ----------------------------------- | -------- | ---------------------------- | -------------------------- |
| Colle della Rho                | Bardonecchia         | Fourneaux e Modane                  | 2541     | mulattiera e strada sterrata | 45.116037°N 6.642736°E     |
| Colle del Fréjus               | Bardonecchia         | Modane                              | 2541     | sentiero e strada sterrata   | 45°07′48″N 6°40′29″E       |
| Traforo ferroviario del Frejus | Bardonecchia         | Modane                              | 1335     | Ferrovia del Frejus          | 45°05′10.03″N 6°42′47.54″E |
| Traforo stradale del Frejus    | Bardonecchia         | Modane                              | 1778     |                              | 45°08′27″N 6°41′20″E       |
| Colle della Pelouse            | Bardonecchia         | Avrieux                             | 2787     | sentiero                     | 45°08′31″N 6°44′54″E       |
| Colle d'Etiache                | Bardonecchia         | Bramans                             | 2799     | sentiero                     | 45°08′53″N 6°48′47″E       |
| Colle del Sommeiller           | Bardonecchia         | Bramans                             | 2993     | strada sterrata e sentiero   | 45°08′04″N 6°50′41″E       |
| Colle d'Ambin                  | Exilles              | Bramans                             | 2897     | sentiero                     | 45.136407°N 6.879932°E     |
| Colle Clapier                  | Giaglione            | Bramans                             | 2491     | sentiero                     | 45.168843°N 6.923348°E     |
| Colle del Moncenisio           | Venaus (Bar Cenisio) | Lanslebourg-Mont-Cenis (Gran Croce) | 2083     | - RD 1006                    | 44.764549°N 7.023267°E     |
| Colle dell'Autaret             | Usseglio             | Bessans                             | 3077     | sentiero                     | 45°14′25″N 7°06′22″E       |

### Valle d'Aosta–Alvernia-Rodano-Alpi
| Nome del valico                | Comune italiano       | Comune francese | M s.l.m. | Infrastruttura | Coordinate                |
| ------------------------------ | --------------------- | --------------- | -------- | -------------- | ------------------------- |
| Colle del Piccolo San Bernardo | La Thuile             | Séez            | 2188     | - RD 1090      | 45°40′53″N 6°53′04″E      |
| Traforo del Monte Bianco       | Courmayeur (Entrèves) | Chamonix        | 1395     |                | 45°49′04.5″N 6°57′08.27″E |

## Valichi di confine Italia - Svizzera

### Valle d'Aosta-Vallese
| Nome del valico               | Comune italiano                 | Comune svizzero                          | M s.l.m. | Infrastruttura | Coordinate                |
| ----------------------------- | ------------------------------- | ---------------------------------------- | -------- | -------------- | ------------------------- |
| Colle del Gran San Bernardo   | Saint-Rhémy-en-Bosses           | Bourg-Saint-Pierre                       | 2473     | - n. 21        | 45°52′08″N 7°10′16″E      |
| Traforo del Gran San Bernardo | Saint-Rhémy-en-Bosses (Cerisey) | Bourg-Saint-Pierre (Bourg-Saint-Bernard) | 1918     |                | 45°50′57.8″N 7°09′42.49″E |

### Piemonte

#### Verbano-Cusio-Ossola-Vallese
| Nome del valico      | Comune italiano    | Comune svizzero | M s.l.m. | Infrastruttura             | Coordinate                 |
| -------------------- | ------------------ | --------------- | -------- | -------------------------- | -------------------------- |
| Traforo del Sempione | Trasquera (Iselle) | Briga-Glis      | 705      | Ferrovia Briga-Domodossola | 46°12′18.96″N 8°11′29.39″E |
| Valico di Iselle     | Trasquera (Iselle) | Briga-Glis      | 2005     | - n. 9                     | 46.207188°N 8.20433°E      |

#### Verbano-Cusio-Ossola-Ticino
| Nome del valico  | Comune italiano            | Comune svizzero | M s.l.m. | Infrastruttura               | Coordinate                 |
| ---------------- | -------------------------- | --------------- | -------- | ---------------------------- | -------------------------- |
| Ponte Ribellasca | Re                         | Camedo          | 520      | - Centovalli                 | 46°09′16.82″N 8°36′11.93″E |
| Ponte Ribellasca | Re                         | Camedo          | 520      | Ferrovia Domodossola-Locarno | 46°09′16.82″N 8°36′11.93″E |
| Piaggio Valmara  | Cannobio (Piaggio Valmara) | Brissago        | 205      | - n. 13                      | 46°06′07″N 8°41′48″E       |

### Lombardia

#### Varese–Ticino
| Nome del valico           | Comune italiano                             | Comune svizzero               | M s.l.m. | Infrastruttura               | Coordinate             |
| ------------------------- | ------------------------------------------- | ----------------------------- | -------- | ---------------------------- | ---------------------- |
| Valico Indemini           | Veddasca (Biegno)                           | Gambarogno (Indemini)         | 950      | - Dogana                     | 46.095436°N 8.816185°E |
| Valico Cassinone          | Luino (Longhirolo)                          | Monteggio (Cassinone)         | 230      | Via delle Motte - Via Dogana | 46.005257°N 8.791927°E |
| Valico Fornasette         | Luino (Fornasette)                          | Monteggio (Fornasette)        | 200      | - Via Cantonale              | 45.993093°N 8.787764°E |
| Valico di Cremenaga       | Cremenaga                                   | Monteggio (Ponte Cremenaga)   | 280      | - Via Cantonale              | 45.990663°N 8.807526°E |
| Confine di Stato di Zenna | Pino sulla Sponda del Lago Maggiore (Zenna) | Gambarogno Sant'Abbondio      | 300      | - Via Cantonale              | 46.104036°N 8.75795°E  |
| Ponte sul Tresa           | Lavena Ponte Tresa (Ponte Tresa)            | Ponte Tresa                   | 270      | - Via Lungolago              | 45.966961°N 8.858929°E |
| Valico di Porto Ceresio   | Porto Ceresio                               | Brusino Arsizio               | 280      | - Via al Confine             | 45.913452°N 8.916779°E |
| Valico di Arzo            | Saltrio                                     | Mendrisio (Arzo)              | 540      | - Via Remo Rossi             | 45.87399°N 8.933623°E  |
| Valico di Ligornetto      | Clivio                                      | Mendrisio (Ligornetto)        | 470      | - Via Cantinetta             | 45.863775°N 8.939481°E |
| Valico di San Pietro      | Clivio (San Pietro)                         | Stabio (San Pietro di Stabio) | 470      | - Via Dogana                 | 45.859532°N 8.932099°E |
| Valico di Gaggiolo        | Cantello (Gaggiolo)                         | Stabio (Gaggiolo)             | 380      | - Via Gaggiolo               | 45.841103°N 8.913388°E |
| Gaggiolo                  | Cantello (Gaggiolo)                         | Stabio (Gaggiolo)             | 380      | Ferrovia Mendrisio-Varese    | 45.838516°N 8.91283°E  |

#### Como–Ticino
| Nome del valico     | Comune italiano                          | Comune svizzero            | M s.l.m. | Infrastruttura                     | Coordinate                 |
| ------------------- | ---------------------------------------- | -------------------------- | -------- | ---------------------------------- | -------------------------- |
| Ponte Chiasso       | Como (Ponte Chiasso)                     | Chiasso                    | 270      | ex- (via Bellinzona) - N 2         | 45°49′59.69″N 9°02′14.77″E |
| Brogeda             | Como (Brogeda)                           | Chiasso                    | 270      | -                                  | 45°50′27.33″N 9°02′15.54″E |
| Ponte Chiasso       | Como (Ponte Chiasso)                     | Chiasso                    | 270      | Ferrovia Milano-Chiasso            | 45°49′55.76″N 9°02′03.8″E} |
| Maslianico          | Maslianico                               | Vacallo (Pizzamiglio)      | 230      | Via XX Settembre - Via Pizzamiglio | 45°50′38.08″N 9°02′18.96″E |
| Bizzarone           | Bizzarone                                | Stabio (Santa Margherita)  | 362      | Ferrovia della Valmorea            | 45.83879°N 8.933434°E      |
| Drezzo              | Drezzo                                   | Pedrinate (Ca Nova)        | 427      | - Via Tinelle                      | 45.820639°N 9.003044°E     |
| Crociale dei Mulini | Uggiate con Ronago (Crociale dei Mulini) | Novazzano (Ponte Faloppia) | 251      | Via Mulini - Via Resiga            | 45°50′04.36″N 8°59′45.16″E |
| Ronago              | Uggiate con Ronago (Ronago)              | Novazzano (Marcetto)       | 351      | - Via Marcetto                     | 45°50′11.08″N 8°58′58.5″E  |
| Bizzarone           | Bizzarone                                | Novazzano (Brusata)        | 350      | - Via Cios                         | 45°50′24.23″N 8°57′31.65″E |
| Uggiate Trevano     | Uggiate con Ronago                       | Novazzano (Pignora)        | 482      | Via Somazzo - Via Pignora          | 45°50′09.12″N 8°57′45.67″E |
| Lanzo d'Intelvi     | Lanzo d'Intelvi                          | Arogno                     | 764      | - Via Confine                      | 45.962397°N 9.009132°E     |
| Campione d'Italia   | Campione d'Italia                        | Bissone                    | 298      | Corso d'Italia - Via Campione      | 45.961793°N 8.968583°E     |
| Albogasio           | Valsolda (Albogasio)                     | Lugano (Gandria)           | 318      | - Via Cantonale                    | 46.01907°N 9.025101°E      |

#### Sondrio-Grigioni
| Nome del valico      | Comune italiano             | Comune svizzero                       | M s.l.m. | Infrastruttura       | Coordinate                 |
| -------------------- | --------------------------- | ------------------------------------- | -------- | -------------------- | -------------------------- |
| Passo dello Spluga   | Madesimo (Montespluga)      | Splügen                               | 2114     | - Splügenpassstrasse | 46°30′19.61″N 9°19′48.74″E |
| Villa di Chiavenna   | Villa di Chiavenna (Dogana) | Bregaglia (Castasegna)                | 690      | - N 3                | 46°20′N 9°31′E             |
| Madonna di Tirano    | Tirano (Madonna)            | Brusio (Campocologno)                 | 510      | Ferrovia Retica      | 46°13′53″N 10°08′33″E      |
| Madonna di Tirano    | Tirano (Madonna)            | Brusio (Campocologno)                 | 510      | - N 29               | 46°13′53″N 10°08′33″E      |
| Forcola di Livigno   | Livigno (Tresenda)          | Poschiavo (La Motta)                  | 2315     | Via Compart - N 29   | 46°26′27″N 10°03′22″E      |
| Munt la Schera       | Livigno                     | Zernez (Il Fuorn)                     | 1809     | Via Rasia - N 28     | 46.624684°N 10.190243°E    |
| Giogo di Santa Maria | Bormio                      | Val Müstair (Santa Maria Val Müstair) | 2503     | - Sassabinghel       | 46.543554°N 10.43383°E     |

### Trentino-Alto Adige

#### Bolzano-Grigioni
| Nome del valico | Comune italiano    | Comune svizzero       | M s.l.m. | Infrastruttura | Coordinate              |
| --------------- | ------------------ | --------------------- | -------- | -------------- | ----------------------- |
| Tubre           | Tubre (Pontevilla) | Val Müstair (Müstair) | 1259     | - N 28         | 46.635397°N 10.458529°E |

## Valichi di confine Italia - Austria

### Trentino-Alto Adige

#### Bolzano-Tirolo
| Nome del valico    | Comune italiano                        | Comune austriaco                        | M s.l.m. | Infrastruttura               | Coordinate              |
| ------------------ | -------------------------------------- | --------------------------------------- | -------- | ---------------------------- | ----------------------- |
| Passo di Resia     | Curon Venosta (Resia)                  | Nauders                                 | 1455     | - N 180                      | 46°50′53″N 10°30′18″E   |
| Passo del Rombo    | Moso in Passiria                       | Sölden (Hochgurgl)                      | 2509     | - N 186                      | 46°54′19″N 11°05′48″E   |
| Passo del Brennero | Brennero                               | Gries am Brenner                        | 1372     | - N 182                      | 47°00′12″N 11°30′27″E   |
| Passo del Brennero | Brennero                               | Gries am Brenner                        | 1372     | Ferrovia del Brennero        | 47°00′12″N 11°30′27″E   |
| Passo del Brennero | Brennero                               | Gries am Brenner                        | 1372     | -                            | 47°00′12″N 11°30′27″E   |
| Passo di Vizze     | Val di Vizze                           | Finkenberg                              | 2251     | - N 169                      | 46.995076°N 11.660155°E |
| Passo Gola         | Campo Tures (Malga dei Dossi)          | Sankt Jakob in Defereggen (Oberseebach) | 2291     | Riva di Tures - L 25         | 46°59′03″N 12°07′56″E   |
| Passo Stalle       | Rasun Anterselva (Anterselva di Sopra) | Sankt Jakob in Defereggen (Erlsbach)    | 2052     | - L 25                       | 46°53′17″N 12°12′02″E   |
| Prato alla Drava   | San Candido (Prato alla Drava)         | Sillian (Arnbach)                       | 1117     | - N 100                      | 46°44′25″N 12°22′14″E   |
| Prato alla Drava   | San Candido (Prato alla Drava)         | Sillian (Arnbach)                       | 1117     | Ferrovia San Candido-Maribor | 47°00′12″N 11°30′27″E   |

### Friuli-Venezia Giulia

#### Udine-Carinzia
| Nome del valico              | Comune italiano   | Comune austriaco            | M s.l.m. | Infrastruttura      | Coordinate                |
| ---------------------------- | ----------------- | --------------------------- | -------- | ------------------- | ------------------------- |
| Passo di Monte Croce Carnico | Paluzza (Timau)   | Kötschach-Mauthen (Mauthen) | 1360     | - N 110             | 46.603491°N 12.945167°E   |
| Passo di Pramollo            | Pontebba          | Hermagor-Pressegger See     | 1530     | - N 90              | 46.559919°N 13.275575°E   |
| Valico di Coccau             | Tarvisio (Coccau) | Arnoldstein (Arnoldstein)   | 672      | - N 83              | 46°32′06.6″N 13°38′22.4″E |
| Valico di Coccau             | Tarvisio (Coccau) | Arnoldstein (Arnoldstein)   | 654      | Ferrovia Rodolfiana | 46°32′05.3″N 13°38′25.9″E |
| Valico di Coccau             | Tarvisio (Coccau) | Arnoldstein (Arnoldstein)   | 644      | -                   | 46°32′03.2″N 13°38′29.4″E |

## Valichi di confine Italia - Slovenia

### Friuli-Venezia Giulia

#### Udine
| Nome del valico                   | Comune italiano                 | Comune sloveno             | M s.l.m. | Infrastruttura | Coordinate                  |
| --------------------------------- | ------------------------------- | -------------------------- | -------- | -------------- | --------------------------- |
| Valico di Fusine                  | Tarvisio (Fusine in Val Romana) | Kranjska Gora              | 850      | - N 202        | 46.497124°N 13.703742°E     |
| Passo del Predil                  | Tarvisio (Cave del Predil)      | Plezzo (Predil)            | 1156     | - N 203        | 46°25′07″N 13°34′41″E       |
| Valico di Uccea                   | Resia (Uccea)                   | Plezzo (Saga)              | 568      | - N 401        | 46°18′19.46″N 13°25′02.04″E |
| Valico di Ponte Vittorio Emanuele | Taipana (Platischis)            | Caporetto (Bergogna)       | 421      | - Staro Stelo  | 46°14′37.37″N 13°24′20.2″E  |
| Valico di Robedischis             | Faedis (Canebola)               | Caporetto (Robedischis)    | 635      | - Borjana      | 46°12′40.7″N 13°24′45.69″E  |
| Valico di Stupizza                | Pulfero (Stupizza)              | Caporetto (Robis)          | 237      | - N 102        | 46°13′02.66″N 13°29′51.02″E |
| Valico di Polava                  | Savogna (Cepletischis)          | Caporetto (Luico)          | 585      | - N 903        | 46°11′23.12″N 13°35′12.14″E |
| Valico di Drenchia                | Drenchia (Sella Solarie)        | Caporetto (Raune di Luico) | 954      | - N 605        | 46°10′47.83″N 13°39′45.39″E |
| Valico di Molino Vecchio          | Prepotto (Podresca)             | Canale d'Isonzo (Ukanje)   | 870      | - N 606        | 46.099335°N 13.582633°E     |
| Valico di Ponte Miscecco          | Prepotto (Ponte Miscecco)       | Canale d'Isonzo (Lig)      | 768      | - N 606        | 46.083314°N 13.543416°E     |

#### Gorizia
| Nome del valico                | Comune italiano                           | Comune sloveno                      | M s.l.m. | Infrastruttura                                    | Coordinate                  |
| ------------------------------ | ----------------------------------------- | ----------------------------------- | -------- | ------------------------------------------------- | --------------------------- |
| Valico di Mernico              | Dolegna del Collio (Mernico)              | Collio (Breg di Collobrida)         | 108      | - N 606                                           | 46°03′03.74″N 13°29′49.82″E |
| Valico di Vencò                | Dolegna del Collio (Vencò)                | Collio (Nebola)                     | 72       | - N 402                                           | 46°00′15.52″N 13°28′41.41″E |
| Valico di Scriò                | Dolegna del Collio (Scriò)                | Collio (Barbana nel Collio)         | 117      | - Barbana                                         | 45°59′51.31″N 13°29′12.72″E |
| Valico di Plessiva             | Cormons (Plessiva)                        | Collio (Plessiva di Medana)         | 114      | - Plešivo                                         | 45°58′54.14″N 13°30′01.46″E |
| Valico di Castelletto Zeglo    | Cormons (Zegla)                           | Collio (Castelletto Zeglo)          | 93       | - Ceglo                                           | 45°58′30.87″N 13°31′03.89″E |
| Valico di Castelletto Versa    | San Floriano del Collio (Via Commerciale) | Collio (Vipulzano)                  | 57       | - Dolnje Cerovo                                   | 45°57′53.7″N 13°32′32.42″E  |
| Valico di Uclanzi              | San Floriano del Collio (Valerisce)       | Collio (Cerò di Sopra)              | 76       | Loc. Uclanzi - Gornje Cernovo                     | 45°58′03.68″N 13°34′06.88″E |
| Valico di San Floriano         | San Floriano del Collio                   | Collio (Colmo)                      | 237      | - Hum                                             | 45°59′09.34″N 13°35′00.44″E |
| Valico di Poggio San Valentino | San Floriano del Collio (Conigo)          | Collio (Poggio San Valentino)       | 80       | Conigo - Podsabotin                               | 45°59′00.51″N 13°37′02.01″E |
| Valico di Salcano II           | Gorizia (Via degli Scogli)                | Salcano                             | 89       | Via degli Scogli - Velika Pot                     | 45°58′05.89″N 13°38′17.08″E |
| Valico di Salcano I            | Gorizia (Via del Monte Santo)             | Salcano                             | 89       | Via del Monte Santo - Cesta IX Korpusa            | 45°57′41.84″N 13°38′11.98″E |
| Piazza della Transalpina       | Gorizia                                   | Nova Gorica                         | 85       | Piazza della Transalpina - Trg Europe             | 45°57′19.12″N 13°38′05.34″E |
| Valico di San Gabriele         | Gorizia (Via San Gabriele)                | Nova Gorica                         | 84       | Via San Gabriele - Erjavčeva ulica                | 45°57′09″N 13°38′02.13″E    |
| Valico di Rafut                | Gorizia (Via del Rafut)                   | Nova Gorica                         | 84       | Via del Rafut - Kostanjeviška ulica               | 45°56′49.34″N 13°38′01.4″E  |
| Valico di Casa Rossa           | Gorizia                                   | Nova Gorica (Valdirose)             | 83       | Via Bartolomeo d'Alviano - N 444 (Vipavska cesta) | 45°56′30.75″N 13°38′04.43″E |
| Valico di San Pietro           | Gorizia (Via Vittorio Veneto)             | San Pietro                          | 77       | Via Vittorio Veneto - Goriška ulica               | 45°55′58.79″N 13°38′03.61″E |
|                                | Gorizia                                   | Vertoiba                            | 70       | Ferrovia Gorizia-Aidussina                        | 45°55′23.67″N 13°37′36.72″E |
| Valico di Sant'Andrea          | Gorizia                                   | Vertoiba                            | 70       | -                                                 | 45°55′09.43″N 13°37′17.81″E |
| Valico di Merna                | Savogna d'Isonzo (Rupa)                   | Merna-Castagnevizza (Merna)         | 54       | - N 614                                           | 45°53′57.41″N 13°36′32.1″E  |
| Valico di Devetachi            | Doberdò del Lago (Devetachi)              | Merna-Castagnevizza (Opacchiasella) | 164      | - N 614                                           | 45°52′02.89″N 13°35′04.91″E |
| Valico di Palchisce            | Doberdò del Lago (Palchisce)              | Merna-Castagnevizza (Opacchiasella) | 146      | Valico agricolo                                   | 45°51′16.52″N 13°34′34.82″E |
| Valico di Jamiano              | Doberdò del Lago (Jamiano)                | Comeno (Brestovizza)                | 30       | - N 616                                           | 45°48′53.99″N 13°35′47.84″E |

#### Trieste
| Nome del valico           | Comune italiano                                 | Comune sloveno               | M s.l.m. | Infrastruttura              | Coordinate                  |
| ------------------------- | ----------------------------------------------- | ---------------------------- | -------- | --------------------------- | --------------------------- |
| Valico di Malchina        | Duino-Aurisina (Malchina)                       | Comeno (Goriano)             | 195      | Valico agricolo             | 45.794194°N 13.67924°E      |
| Valico di San Pelagio     | Duino-Aurisina (Precenico)                      | Comeno (Goriano)             | 181      | - N 617                     | 45°46′44.47″N 13°42′03.88″E |
| Valico di Monrupino       | Monrupino (Col)                                 | Sesana (Casali di Dol)       | 311      | Ferrovia Jesenice-Trieste   | 45°43′23.72″N 13°48′39.22″E |
| Valico di Monrupino       | Monrupino (Col)                                 | Sesana (Casali di Dol)       | 333      | - N 619                     | 45°43′17.11″N 13°48′51.23″E |
| Valico di Vogliano        | Monrupino (Col)                                 | Sesana (Vogliano)            | 341      | Valico agricolo             | 45°43′43.33″N 13°48′20.25″E |
| Valico di Fernetti        | Monrupino (Fernetti)                            | Sesana                       | 335      | -                           | 45°42′00.75″N 13°50′07.51″E |
| Valico di Sesana          | Monrupino (Fernetti)                            | Sesana (Orle)                | 345      | Ferrovia Meridionale        | 45°41′15.59″N 13°50′00.66″E |
| Valico di Orle            | Monrupino (Fernetti)                            | Sesana (Orle)                | 345      | Valico agricolo             | 45°41′14.3″N 13°50′00.66″E  |
| Valico di Gropada         | Trieste (Gropada)                               | Sesana (Lipizza)             | 420      | Valico agricolo             | 45°39′57.12″N 13°51′27.84″E |
| Valico di Basovizza       | Trieste (Basovizza)                             | Sesana (Lipizza)             | 388      | - Lipica                    | 45°39′32.44″N 13°52′03.68″E |
| Valico di Basovizza       | Trieste (Basovizza)                             | Sesana (Lipizza)             | 404      | - N 205                     | 45°39′07.78″N 13°52′45.53″E |
| Valico di Grozzana Grizca | San Dorligo della Valle (Grozzana)              | Sesana (Prelose di Corgnale) | 595      | Valico agricolo             | 45°38′22.31″N 13°54′29.15″E |
| Valico di Grozzana Loze   | San Dorligo della Valle (Grozzana)              | Erpelle-Cosina (Loce Grande) | 579      | Valico agricolo             | 45°38′00.82″N 13°55′07.51″E |
| Valico di Pesek           | San Dorligo della Valle (Pesek)                 | Erpelle-Cosina (Chervari)    | 473      | - N 7                       | 45°37′23.18″N 13°54′09.42″E |
|                           | San Dorligo della Valle (Draga)                 | Erpelle-Cosina (Micheli)     | 370      | ex Ferrovia Trieste-Erpelle | 45°37′15.74″N 13°53′52.04″E |
| Valico di Draga Sant'Elia | San Dorligo della Valle (Draga)                 | Erpelle-Cosina (Micheli)     | 319      | Valico agricolo             | 45°37′10.95″N 13°53′37.49″E |
| Valico di Bottazzo        | San Dorligo della Valle (Bottazzo)              | Erpelle-Cosina (Micheli)     | 193      | Valico agricolo             | 45°36′53.15″N 13°53′02.95″E |
| Valico di Prebenico       | San Dorligo della Valle (Prebenico)             | Capodistria (San Servolo)    | 282      | - Socerb                    | 45°35′27.99″N 13°51′11.59″E |
| Valico di Caresana        | San Dorligo della Valle (Crociata di Prebenico) | Capodistria (Ospo)           | 15       | - N 627                     | 45°34′55.56″N 13°50′19.22″E |
| Valico di Noghere         | Muggia (Belpoggio)                              | Capodistria (Plavia)         | 15       | via Noghere - Plavija       | 45°34′53.98″N 13°48′11.35″E |
| Valico di Rabuiese        | Muggia (Rabuiese)                               | Capodistria (Scoffie)        | 33       | -                           | 45°34′56.15″N 13°47′50.53″E |
| Valico di Santa Barbara   | Muggia (Santa Barbara)                          | Capodistria (Premanzano)     | 175      | - Premančan                 | 45°35′08.35″N 13°46′36.77″E |
| Valico di Cerei           | Muggia (Santa Barbara)                          | Capodistria (Cerei)          | 55       | Via dei Mulini - Premančan  | 45°35′26.34″N 13°45′53.13″E |
| Valico di Cerei           | Muggia (Santa Barbara)                          | Capodistria (Cerei)          | 87       | Via dei Crevatini - Cerej   | 45°35′34.03″N 13°45′33.68″E |
| Valico di Chiampore       | Muggia (Chiampore)                              | Capodistria (Colombano)      | 177      | - Kolomban                  | 45°35′50.76″N 13°44′37.71″E |
| Valico di San Bartolomeo  | Muggia (San Bartolomeo)                         | Ancarano (Lazzaretto)        | 5        | - N 406                     | 45°35′40.67″N 13°43′26.91″E |

## Valichi di confine Italia - San Marino

### Emilia-Romagna

#### Rimini
| Nome del valico         | Comune italiano          | Comune sammarinese       | M s.l.m. | Infrastruttura                          | Coordinate                  |
| ----------------------- | ------------------------ | ------------------------ | -------- | --------------------------------------- | --------------------------- |
| Valico di Verucchio     | Verucchio                | Borgo Maggiore (Ventoso) | 393      | - Via Decima Gualdaria                  | 43°57′25.5″N 12°26′14.48″E  |
| Valico di Torello       | San Leo (Torello)        | Acquaviva (Gualdicciolo) | 138      | - Via Rivo Fontanelle                   | 43°57′16.83″N 12°24′19.56″E |
| Strada Cardio           | Rimini                   | Serravalle               | 241      | Strada Cardio - Strada Cardio           | 43°57′57.59″N 12°26′55.36″E |
| Valico di Cerasolo Ausa | Coriano (Cerasolo)       | Serravalle (Dogana)      | 81       | - Via Tre Settembre                     | 43°58′59.38″N 12°29′29.07″E |
| Strada Caiese           | Coriano (Cerasolo)       | Serravalle (Dogana)      | 62       | Strada Caiese - Strada Caiese           | 43°59′10.4″N 12°29′48″E     |
| Valico di Rovereta      | Coriano (Cerasolo)       | Serravalle (Rovereta)    | 51       | - Strada Rovereta                       | 43°59′27.16″N 12°30′51.12″E |
| Via Canale              | Coriano (Cerasolo)       | Serravalle (Rovereta)    | 64       | Via Canale - Strada dei Pelangariari    | 43°59′04.01″N 12°30′48.11″E |
| Strada La Zanetta       | Coriano (Mulazzano)      | Serravalle (Falciano)    | 169      | Strada La Zanetta - Strada La Zanetta   | 43°58′19.75″N 12°30′41.1″E  |
| Strada Monte Olivo      | Coriano (Mulazzano)      | Domagnano (Torraccia)    | 233      | Strada Monte Olivo - Strada Monte Olivo | 43°57′46.06″N 12°30′33.3″E  |
| Strada del Marano       | Coriano (Vallecchio)     | Faetano (Calligaria)     | 111      | Strada del Marano - Strada del Marano   | 43°56′27.73″N 12°31′00.13″E |
| Strada del Marano       | Montescudo (Albereto)    | Faetano                  | 145      | - Strada del Marano                     | 43°55′25.76″N 12°30′12.63″E |
| Strada Fontescara       | Verucchio (Pieve Corena) | Chiesanuova              | 491      | Strada Fontescara - Strada Fontescara   | 43°54′02.23″N 12°24′48.7″E  |

### Marche

#### Pesaro e Urbino
| Nome del valico | Comune italiano                     | Comune sammarinese        | M s.l.m. | Infrastruttura  | Coordinate                  |
| --------------- | ----------------------------------- | ------------------------- | -------- | --------------- | --------------------------- |
| Cerbaiola       | Monte Grimano Terme (Poggio)        | Montegiardino (Cerbaiola) | 433      | Valico agricolo | 43°53′47.44″N 12°29′07.45″E |
| Strada Serra    | Monte Grimano Terme (Montelicciano) | Fiorentino                | 556      | - Strada Serra  | 43°53′48.02″N 12°28′12.49″E |
| La Casetta      | Monte Grimano Terme (Castello)      | Chiesanuova (La Casetta)  | 508      | Valico agricolo | 43°54′02.32″N 12°25′11.74″E |
| Strada Ponte    | Monte Grimano Terme (Castello)      | Fiorentino (Pianacci)     | 331      | - Strada Ponte  | 43°54′19.48″N 12°26′35.94″E |
| Molinaccio      | Monte Grimano Terme (Castello)      | Fiorentino (Molinaccio)   | 590      | Valico agricolo | 43°53′38.2″N 12°27′30.2″E   |